# Flymontserrat-Flug 107
Der Flymontserrat-Flug 107 (Flugnummer IATA: 5M107, ICAO: MNT107, Funkrufzeichen MONTSERRAT 107) war ein internationaler Linienflug der FlyMontserrat vom Flughafen VC Bird International in Antigua und Barbuda zum Flughafen John A. Osborne in Montserrat. Am 7. Oktober 2012 ereignete sich auf diesem Flug ein schwerer Flugunfall mit einer Britten-Norman BN-2 Islander. Die Maschine stürzte durch einen Kontrollverlust nach einem Triebwerksausfall am Startflughafen ab. Bei dem Unfall kamen drei der vier Insassen der Maschine ums Leben.

## Flugzeug
Bei der Maschine handelte es sich um eine 1969 gebaute Britten-Norman BN-2 Islander mit der Werknummer 82. Die Maschine wurde im Werk von Britten-Norman endmontiert und absolvierte am 19. Juni 1969 ihren Erstflug. Die Maschine wurde am 2. August 1969 mit dem Luftfahrzeugkennzeichen CF-YZU an die kanadische Phaega Corporation ausgeliefert. Am 1. April 1975 übernahm die in der Provinz Québec gelegene Stadt Baie-Comeau die Maschine und ließ diese mit dem Kennzeichen C-FYZU wieder zu. Die Maschine ging am 3. November 1989 an die Fluggesellschaft Northwinds Northern, welche die Islander fünf Tage später an die North-Wright Airways verleaste. Am 4. April 1990 wurde die Maschine an die Leasinggeberin Northwinds Northern zurückgegeben. Bis zum 9. Mai 1991 war die Maschine an die Latham Island Airways verleast, anschließend an die Little Red Air Service, ehe sie am 15. August 1991 in die Flotte der Northwinds Northern zurückkehrte. Ab dem 31. März 1992 war die Maschine erneut auf die North-Wright Airways zugelassen. Ab dem 25. Januar 1994 war die Maschine auf die BN Aircraft Leasing zugelassen, ab dem 14. Juni 1994 auf die Dymon Lake Air Services. Am 16. Dezember 1994 wurde die Maschine mit dem US-amerikanischen Kennzeichen N100NE auf die später in Nevisair Express umbenannte Daystar Airways zugelassen, am 22. Dezember 2013 mit dem Luftfahrzeugkennzeichen PJ-BIW auf die Winair. Das zweimotorige Zubringerflugzeug  war mit zwei Flugmotoren des Typs Lycoming O-540 ausgestattet und hatte bis zum Zeitpunkt des Unfalls 22.064 Betriebsstunden absolviert, auf die 55.851 Starts und Landungen (=Flugzyklen) entfielen.

## Passagiere und Pilot
Den Flug von Antigua nach Montserrat hatten drei Passagiere angetreten. Es befand sich ein einzelner, 31-jähriger Pilot an Bord, welcher über 710 Stunden Flugerfahrung verfügte, wovon 510 Stunden mit der BN-2 Islander erfolgt waren.

## Wetter
Die Wetterverhältnisse zum Zeitpunkt des Starts waren gut, wenngleich in der Zeit, in der die Maschine vor dem Start geparkt gewesen war, Cumuluswolken über den Flughafen Antigua gezogen waren und es stark geregnet hatte.

## Unfallhergang
Der Pilot erhielt um 16:15 Uhr die Freigabe zum Start von der Startbahn 07 des Flughafens Antigua. Kurz nach dem Start hörte die Maschine auf zu steigen und gierte nach rechts. Sie rollte weiter nach rechts und verlor an Höhe, schlug an der Außengrenze des Flughafens mit der Tragflächenendspitze zuerst auf dem Boden auf und machte einen Ringelpiez, bevor sie zum Stehen kam. Durch den Unfall wurden der Pilot und zwei der drei Passagiere getötet, während der überlebende Passagier schwer verletzt wurde.

## Ursache
Eine eingehende Untersuchung des Wracks ergab, dass das rechte Triebwerk der Maschine im Anfangssteigflug keine Leistung erbrachte und dass der zugehörige Propeller sich nicht in der Segelstellung befunden hatte. Das Kraftstoffsystem wurde untersucht, wobei festgestellt werden konnte, dass dieses mit erheblichen Mengen an Wasser verunreinigt gewesen war. Es konnte festgestellt werden, dass das Wasser durch den rechten Tankeinfüllstutzen eingedrungen war, auf dem ein zu diesem nicht passender Tankdeckel montiert war, sodass bei Starkregen Wasser durch den Tankeinfüllstutzen in den Tank eindringen konnte.